# محمد سليمان أبو نصيرة
محمد سليمان أبو نصيرة
هو شاعر وإعلامي فلسطيني. كان أول ظهور له في العالم العربي عبر برنامج أمير الشعراء على تلفزيون أبوظبي, حيث ألقى مجموعة من القصائد ضمنها قصيدة ثورة الياسمين المتزامنة مع الثورة التونسية, وهو أول شاعر فلسطيني من قطاع غزة يشارك في هذه المسابقة ويصل للتصفيات النهائية.

## حياته الشخصية
ولد في قطاع غزة عام 1989 وهو الوحيد لعائلته المكونة منه ومن أمه بعد وفاة الوالد.

## حياته العلمية
أنهى محمد أبو نصيرة الثانوية العامة في المدارس الفلسطينية بحصوله على درجة الامتياز (بمعدل 95.9%) في القسم العلمي, و يدرس حالياً الهندسة المدنية في الجامعة الإسلامية بغزة.

## دواوينه
- ديوان عناوين قابلة للنسيان: صدر عن وزارة الثقافة الفلسطينية عام 2008
- ديوان في كل سنبلة: صدر عن رابطة الكتاب والأدباء الفلسطينيين عام 2010
- ديوان أوراق الليل أوراق النهار: تحت الطباعة

كما نشر للشاعر مقالات نقدية في الصحف المحلية.

## حياته المهنية
- مقدم برامج في فضائية هنا القدس: أشرف على إعداد وتقديم برنامج كلام جديد الذي يبث أيام الأحد والثلاثاء والخميس من الساعة التاسعة والنصف إلى الحادية عشر والنصف مساءً بتوقيت فلسطين.
- مدقق لغوي ومحرر ومعد برامج في الإذاعة والتلفزيون.
- يعمل في الترجمة الإعلامية من الإنجليزية والعبرية إلى العربية والعكس.
- معد ومقدم برامج في فضائية الكتاب 2010 - 2012.
- عضو أسرة تحرير مجلة مدارات الصادرة عن وزارة الثقافة الفلسطينية.
- عضو منتدى أمجاد الثقافي.
- عضو تأسيسي في رابطة الكتاب والأدباء الفلسطينيين.

## وصلات خارجية
- قصيدة ثورة الياسمين على يوتيوب
- قراءة لخضر عدنان على يوتيوب
- قصيدة الفادي على يوتيوب
- تعليق لجنة التحكيم في أمير الشعراء على يوتيوب
- أمسية شعرية على يوتيوب